# Unione Sportiva Fascista Salernitana 1930-1931
Questa pagina raccoglie i dati riguardanti la Unione Sportiva Fascista Salernitana nelle competizioni ufficiali della stagione 1930-1931.

## Stagione
La Salernitana 1930-31 allestì una squadra per ambire alla promozione. Riconfermò l'allenatore ungherese Géza Kertész, e ingaggiò Angelo Carmando come massaggiatore.
La squadra iniziò il campionato con una serie di risultati utili consecutivi, che la portarono ai vertici della classifica insieme al Vomero, squadra che affrontò nella prima gara ufficiale realizzata l'11 gennaio 1931 nel nuovo impianto – Stadio Littorio –, il quale però venne inaugurato qualche giorno prima (il 2 gennaio), organizzando per l'occasione l'amichevole contro il Gladiator che però non fu mai giocata per impraticabilità del campo a seguito di un acquazzone.
Il 2 febbraio 1931 Kertész lasciò la Salernitana per andare alla Catanzarese, fu sostituito da Silvio Stritzel, ma il 2 marzo ritornò a Salerno, poiché i campani fecero ricorso per l'accaduto.
La squadra concluse il proprio girone al primo posto, ma sfortunatamente a partire proprio dalla stagione sportiva disputata non fu più sufficiente vincere il campionato per accedere alla Serie B: occorse una finale con la vincente dell'altro girone meridionale. Dové affrontare il Cagliari, in due partite (andata e ritorno). A Salerno finì 1-1 e in Sardegna 2-1 per i locali, che così furono promossi a scapito dei campani.

## Divise
La Salernitana dal 1929 al 1943 adottò nuovamente come colore sociale il bianco-celeste, ma in alcune gare giocava con la maglia interamente celeste.
| Manica sinistra · Manica sinistra · Maglietta · Maglietta · Manica destra · Manica destra · Pantaloncini · Calzettoni | Manica sinistra · Maglietta · Maglietta · Manica destra · Pantaloncini · Calzettoni |

## Organigramma societario
Fonte
Area direttiva
- Presidente: Pasquale Pinto, poi  Giovanni Negri (dal 16/02/1931)
- Segretario: Giuseppe Candela

Area tecnica
- Allenatore: Géza Kertész, poi Silvio Stritzel, poi Géza Kertész

Area sanitaria
- Massaggiatore: Angelo Carmando

## Rosa
Fonte
| N. |                   | Ruolo | Calciatore            |
| -- | ----------------- | ----- | --------------------- |
|    | Italia (bandiera) | P     | Franco Lipizer        |
|    | Italia (bandiera) | P     | B. Pastorino          |
|    | Italia (bandiera) | D     | Armando Bertagni      |
|    | Italia (bandiera) | D     | Ciro Del Grosso       |
|    | Italia (bandiera) | D     | Ottorino Galli        |
|    | Italia (bandiera) | D     | Pasquale Marino       |
|    | Italia (bandiera) | D     | Mario Novella         |
|    | Italia (bandiera) | D     | Renzo Vandelli        |
|    | Italia (bandiera) | C     | Silvio Brioschi       |
|    | Italia (bandiera) | C     | Luigi Codari          |
|    | Italia (bandiera) | C     | Alessandro Cucciolini |

| N. |                   | Ruolo | Calciatore          |
| -- | ----------------- | ----- | ------------------- |
|    | Italia (bandiera) | C     | Nicolò Giacchetti   |
|    | Italia (bandiera) | C     | Silvano Stoppa      |
|    | Italia (bandiera) | A     | Mario Adinolfi      |
|    | Italia (bandiera) | A     | Giorgio Agostinelli |
|    | Italia (bandiera) | A     | Ciro Buonanno       |
|    | Italia (bandiera) | A     | Alfonso Carella     |
|    | Italia (bandiera) | A     | Oscar Manzo         |
|    | Italia (bandiera) | A     | Luigi Miconi        |
|    | Italia (bandiera) | A     | Giovanni Pilato     |
|    | Italia (bandiera) | A     | Alfredo Terno       |

## Risultati

### Prima Divisione

#### Girone di andata
| Salerno 28 settembre 1930 1ª giornata                                        | Salernitana | 3 – 1 referto | Catanzarese | Campo di Piazza d'Armi |
| \| \| \| \| \| Adinolfi 2’ Miconi 6’ Codari 30’ \| Marcatori \| 90’ Costa \| |             |               |             |                        |
|                                                                              |             |               |             |                        |
| Adinolfi 2’ Miconi 6’ Codari 30’                                             | Marcatori   | 90’ Costa     |             |                        |

| Vomero 5 ottobre 1930 2ª giornata                            | Vomero    | 2 – 0 referto | Salernitana |  |
| \| \| \| \| \| Innocenti 10’ E. Ghisi 40’ \| Marcatori \| \| |           |               |             |  |
|                                                              |           |               |             |  |
| Innocenti 10’ E. Ghisi 40’                                   | Marcatori |               |             |  |

| Salerno 12 ottobre 1930 3ª giornata                                 | Salernitana | 4 – 0 referto | Cotoniere Angri | Campo di Piazza d'Armi |
| \| \| \| \| \| Adinolfi 23’, 28’ Miconi 26’, 85’ \| Marcatori \| \| |             |               |                 |                        |
|                                                                     |             |               |                 |                        |
| Adinolfi 23’, 28’ Miconi 26’, 85’                                   | Marcatori   |               |                 |                        |

| Messina 19 ottobre 1930 4ª giornata                                   | Messina   | 1 – 2 referto           | Salernitana |  |
| \| \| \| \| \| Corallo 75’ \| Marcatori \| 14’ Miconi 28’ Adinolfi \| |           |                         |             |  |
|                                                                       |           |                         |             |  |
| Corallo 75’                                                           | Marcatori | 14’ Miconi 28’ Adinolfi |             |  |

| Salerno 26 ottobre 1930 5ª giornata          | Salernitana | 1 – 0 referto | Gladiator | Campo di Piazza d'Armi |
| \| \| \| \| \| Miconi 22’ \| Marcatori \| \| |             |               |           |                        |
|                                              |             |               |           |                        |
| Miconi 22’                                   | Marcatori   |               |           |                        |

| Catania 2 novembre 1930 6ª giornata          | Catania   | 0 – 1 referto | Salernitana |  |
| \| \| \| \| \| \| Marcatori \| 62’ Stoppa \| |           |               |             |  |
|                                              |           |               |             |  |
|                                              | Marcatori | 62’ Stoppa    |             |  |

| Salerno 9 novembre 1930 7ª giornata                        | Salernitana | 2 – 0 referto | Savoia | Campo di Piazza d'Armi |
| \| \| \| \| \| Brioschi 5’ Adinolfi 25’ \| Marcatori \| \| |             |               |        |                        |
|                                                            |             |               |        |                        |
| Brioschi 5’ Adinolfi 25’                                   | Marcatori   |               |        |                        |

| Reggio Calabria 16 novembre 1930 8ª giornata | Reggina | 0 – 0 referto | Salernitana |  |

| Salerno 23 novembre 1930 9ª giornata        | Salernitana | 1 – 0 referto | Syracusae | Campo di Piazza d'Armi |
| \| \| \| \| \| Terno 60’ \| Marcatori \| \| |             |               |           |                        |
|                                             |             |               |           |                        |
| Terno 60’                                   | Marcatori   |               |           |                        |

| Salerno 30 novembre 1930 10ª giornata             | Salernitana | 1 – 0 referto | Bagnolese | Campo di Piazza d'Armi |
| \| \| \| \| \| Agostinelli 63’ \| Marcatori \| \| |             |               |           |                        |
|                                                   |             |               |           |                        |
| Agostinelli 63’                                   | Marcatori   |               |           |                        |

| Cosenza 7 dicembre 1930 11ª giornata                  | Cosenza   | 1 – 0 referto | Salernitana |  |
| \| \| \| \| \| Ferraris 40’ (rig.) \| Marcatori \| \| |           |               |             |  |
|                                                       |           |               |             |  |
| Ferraris 40’ (rig.)                                   | Marcatori |               |             |  |

#### Girone di ritorno
| Catanzaro 6 gennaio 1931 12ª giornata                                                        | Catanzarese | 2 – 2 referto              | Salernitana |  |
| \| \| \| \| \| Colombetti 10’ Costa 80’ (rig.) \| Marcatori \| 61’ Agostinelli 75’ Miconi \| |             |                            |             |  |
|                                                                                              |             |                            |             |  |
| Colombetti 10’ Costa 80’ (rig.)                                                              | Marcatori   | 61’ Agostinelli 75’ Miconi |             |  |

| Salerno 11 gennaio 1931 13ª giornata                                                            | Salernitana | 4 – 1 referto | Vomero | Campo Littorio |
| \| \| \| \| \| Agostinelli 42’ Terno 44’ Miconi 53’ Codari 81’ \| Marcatori \| 24’ Bonivento \| |             |               |        |                |
|                                                                                                 |             |               |        |                |
| Agostinelli 42’ Terno 44’ Miconi 53’ Codari 81’                                                 | Marcatori   | 24’ Bonivento |        |                |

| Angri 18 gennaio 1931 14ª giornata                            | Cotoniere Angri | 1 – 1 referto    | Salernitana |  |
| \| \| \| \| \| Damora 35’ \| Marcatori \| 90’ (rig.) Terno \| |                 |                  |             |  |
|                                                               |                 |                  |             |  |
| Damora 35’                                                    | Marcatori       | 90’ (rig.) Terno |             |  |

| Salerno 1º febbraio 1931 15ª giornata                                                         | Salernitana | 4 – 1 referto    | Messina | Campo Littorio |
| \| \| \| \| \| Agostinelli 18’, 78’ Codari 25’ Miconi 59’ \| Marcatori \| 81’ Cevenini III \| |             |                  |         |                |
|                                                                                               |             |                  |         |                |
| Agostinelli 18’, 78’ Codari 25’ Miconi 59’                                                    | Marcatori   | 81’ Cevenini III |         |                |

| Santa Maria Capua Vetere 8 febbraio 1931 16ª giornata                    | Gladiator | 1 – 2 referto              | Salernitana |  |
| \| \| \| \| \| Saviani 19’ \| Marcatori \| 70’ Stoppa 90’ Agostinelli \| |           |                            |             |  |
|                                                                          |           |                            |             |  |
| Saviani 19’                                                              | Marcatori | 70’ Stoppa 90’ Agostinelli |             |  |

| Salerno 15 febbraio 1931 17ª giornata        | Salernitana | 0 – 1 referto | Catania | Campo Littorio |
| \| \| \| \| \| \| Marcatori \| 37’ Bergia \| |             |               |         |                |
|                                              |             |               |         |                |
|                                              | Marcatori   | 37’ Bergia    |         |                |

| Torre Annunziata 1º marzo 1931 18ª giornata | Savoia | 0 – 2 a tavolino referto | Salernitana | Campo Formisano |

| Salerno 8 marzo 1931 19ª giornata            | Salernitana | 1 – 0 referto | Reggina | Campo Littorio |
| \| \| \| \| \| Miconi 34’ \| Marcatori \| \| |             |               |         |                |
|                                              |             |               |         |                |
| Miconi 34’                                   | Marcatori   |               |         |                |

| Siracusa 15 marzo 1931 20ª giornata         | Syracusae | 0 – 1 referto | Salernitana |  |
| \| \| \| \| \| \| Marcatori \| 37’ Terno \| |           |               |             |  |
|                                             |           |               |             |  |
|                                             | Marcatori | 37’ Terno     |             |  |

| Bagnoli 22 marzo 1931 21ª giornata                                        | Bagnolese | 1 – 2 referto                 | Salernitana |  |
| \| \| \| \| \| Glovi 66’ \| Marcatori \| 80’ (rig.) Terno 87’ Brioschi \| |           |                               |             |  |
|                                                                           |           |                               |             |  |
| Glovi 66’                                                                 | Marcatori | 80’ (rig.) Terno 87’ Brioschi |             |  |

| Salerno 5 aprile 1931 22ª giornata                                        | Salernitana | 4 – 0 referto | Cosenza | Campo Littorio |
| \| \| \| \| \| Adinolfi 15’, 63’ Codari 18’ Stoppa 22’ \| Marcatori \| \| |             |               |         |                |
|                                                                           |             |               |         |                |
| Adinolfi 15’, 63’ Codari 18’ Stoppa 22’                                   | Marcatori   |               |         |                |

#### Finale
| Salerno 26 aprile 1931 Andata                             | Salernitana | 1 – 1 referto | Cagliari | Campo Littorio |
| \| \| \| \| \| Terno 11’ \| Marcatori \| 30’ Ossoinach \| |             |               |          |                |
|                                                           |             |               |          |                |
| Terno 11’                                                 | Marcatori   | 30’ Ossoinach |          |                |

| Cagliari 3 maggio 1931 Ritorno                                          | Cagliari  | 2 – 1 referto | Salernitana |  |
| \| \| \| \| \| Pulicheddu 57’ Filippi 68’ \| Marcatori \| 31’ Miconi \| |           |               |             |  |
|                                                                         |           |               |             |  |
| Pulicheddu 57’ Filippi 68’                                              | Marcatori | 31’ Miconi    |             |  |

## Statistiche

### Statistiche di squadra
| Competizione    | Punti | In casa | In casa | In casa | In casa | In casa | In casa | In trasferta | In trasferta | In trasferta | In trasferta | In trasferta | In trasferta | Totale | Totale | Totale | Totale | Totale | Totale | DR  |
| Competizione    | Punti | G       | V       | N       | P       | Gf      | Gs      | G            | V            | N            | P            | Gf           | Gs           | G      | V      | N      | P      | Gf     | Gs     | DR  |
| --------------- | ----- | ------- | ------- | ------- | ------- | ------- | ------- | ------------ | ------------ | ------------ | ------------ | ------------ | ------------ | ------ | ------ | ------ | ------ | ------ | ------ | --- |
| Prima Divisione | 35    | 11      | 10      | 0       | 1       | 25      | 4       | 11           | 6            | 3            | 2            | 13           | 9            | 22     | 16     | 3      | 3      | 38     | 13     | +25 |
| Finale Sud      | -     | 1       | 0       | 1       | 0       | 1       | 1       | 1            | 0            | 0            | 1            | 1            | 2            | 2      | 0      | 1      | 1      | 2      | 3      | -1  |
| Totale          | -     | 12      | 10      | 1       | 1       | 26      | 5       | 12           | 6            | 3            | 3            | 14           | 11           | 24     | 16     | 4      | 4      | 40     | 16     | +24 |

### Andamento in campionato
| Giornata  | 1 | 2 | 3 | 4 | 5 | 6 | 7 | 8 | 9 | 10 | 11 | 12 | 13 | 14 | 15 | 16 | 17 | 18 | 19 | 20 | 21 | 22 |
| --------- | - | - | - | - | - | - | - | - | - | -- | -- | -- | -- | -- | -- | -- | -- | -- | -- | -- | -- | -- |
| Luogo     | C | T | C | T | C | T | C | T | C | C  | T  | T  | C  | T  | C  | T  | C  | T  | C  | T  | T  | C  |
| Risultato | V | P | V | V | V | V | V | N | V | V  | P  | N  | V  | N  | V  | V  | P  | V  | V  | V  | V  | V  |

Legenda:

Luogo: C = Casa; T = Trasferta. Risultato: V = Vittoria; N = Pareggio; P = Sconfitta.

### Statistiche dei giocatori
Fonte
| Giocatore      | Prima Divisione | Prima Divisione | Prima Divisione | Prima Divisione |
| Giocatore      | Presenze        | Reti            | Ammonizioni     | Espulsioni      |
| -------------- | --------------- | --------------- | --------------- | --------------- |
| M. Adinolfi    | 15              | 7               | ?               | ?               |
| G. Agostinelli | 24              | 6               | ?               | ?               |
| A. Bertagni    | 23              | 0               | ?               | ?               |
| S. Brioschi    | 24              | 2               | ?               | ?               |
| C. Buonanno    | 0               | 0               | 0               | 0               |
| A. Carella     | 1               | 0               | ?               | ?               |
| L. Codari      | 17              | 4               | ?               | ?               |
| A. Cucciolini  | 24              | 0               | ?               | ?               |
| C. Del Grosso  | 0               | 0               | 0               | 0               |
| O. Galli       | 1               | 0               | ?               | ?               |
| N. Giacchetti  | 5               | 0               | ?               | ?               |
| F. Lipizer     | 24              | -16             | ?               | ?               |
| O. Manzo       | 0               | 0               | 0               | 0               |
| P. Marino      | 0               | 0               | 0               | 0               |
| L. Miconi      | 23              | 10              | ?               | ?               |
| M. Novella     | 24              | 0               | ?               | ?               |
| B. Pastorino   | 0               | -0              | 0               | 0               |
| G. Pilato      | 0               | 0               | 0               | 0               |
| S. Stoppa      | 17              | 3               | ?               | ?               |
| A. Terno       | 21              | 6               | ?               | ?               |
| R. Vandelli    | 21              | 0               | ?               | ?               |